# Alexander von Płock

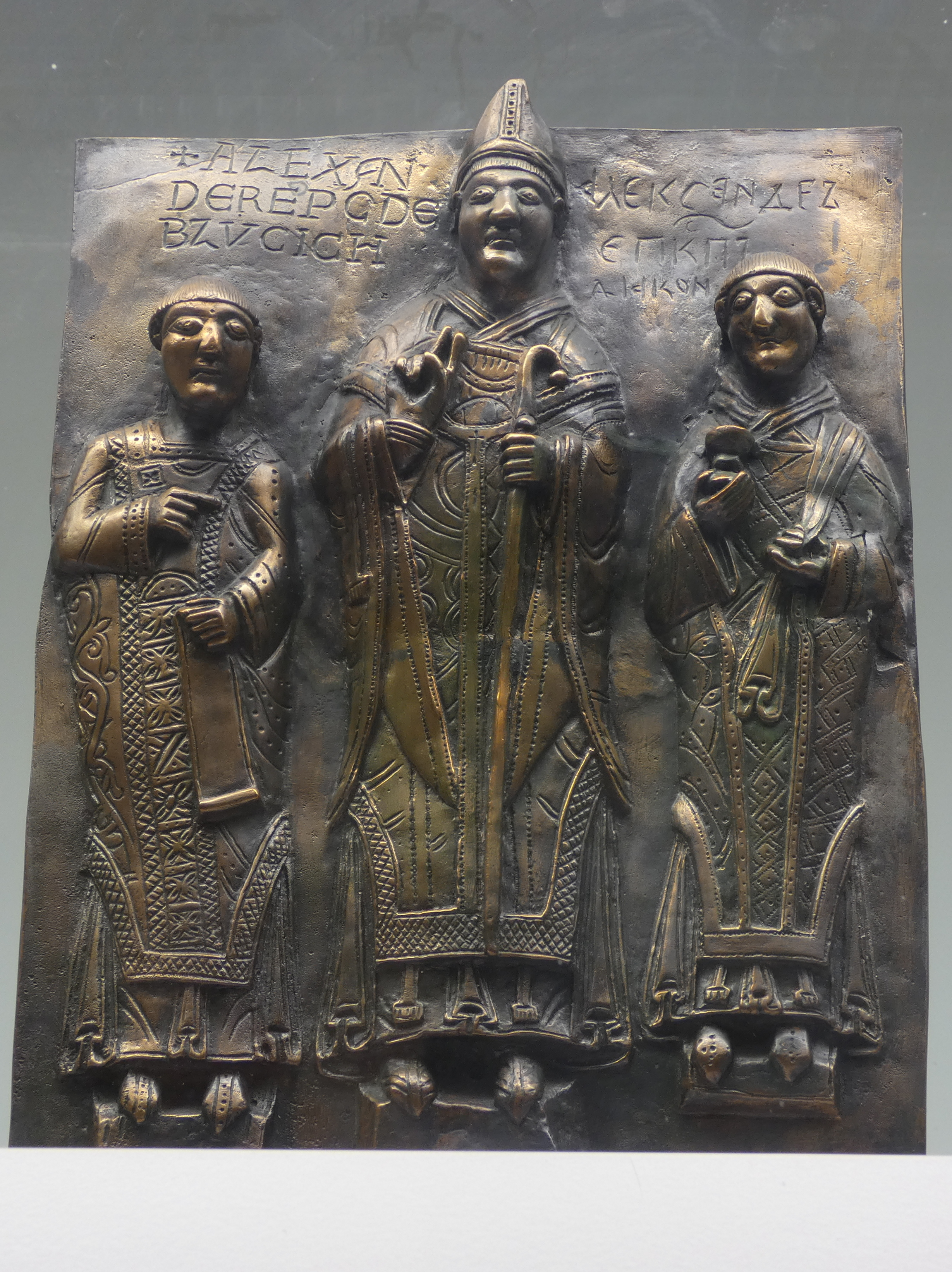
Alexander von Płock und zwei Diakone; Abguss eines Ausschnitts einer Bronzetür der Kathedrale von Płock, nun in Sophienkathedrale von Nowgorod befindlich; Kulturhistorisches Museum Magdeburg

Alexander von Płock († 9. März 1156) (auch Alexander von Malonne; französisch Alexandre de Malonne, polnisch Aleksander z Malonne) war Bischof des Bistums Płock.

## Leben und Wirken
Alexander entstammte einem Rittergeschlecht aus dem Ort Malonne bei Namur im Bistum Lüttich. Sein Bruder war Walter von Breslau, Bischof des Bistums Breslau. Wahrscheinlich wurde Alexander von Herzog Bolesław III. Schiefmund als Erzieher für den minderjährigen Bolesław IV. nach Polen geholt. Dort war er Mitverwalter von Kujawien und Masowien.
1129 weihte man Alexander zum Bischof von Płock. Zwischen 1141 und 1146 unterstützte er als Bischof die Söhne Bolesławs III. Schiefmund in Auseinandersetzungen mit dem Seniorherzog Władysław II. Er war nach dem Aufruf Papst Innozenz IV. zum Kreuzzug weiterhin aktiv am Kampf gegen die heidnischen Prußen beteiligt.
Alexander war mit der Reformbewegung der Augustiner-Chorherren verbunden. 1147 nahm er mit seinem Bruder Walter an der Weihe einer gemeinsam gestifteten Augustinerklosterkirche in ihrem Heimatort Malonne teil. Auch gründete er beispielsweise das Kloster Czerwińsk im Ort Czerwińsk nad Wisłą und ließ die Kathedrale von Płock bauen. Letztere wurde 1144 geweiht. Für den Bau wurde für die Bemalung im Kircheninneren ein Maler Gunter aus dem Maasgebiet nach Płock geholt. Die wahrscienlich von Alexander in Auftrag gegebene Bronzetür aus Płock, die sich seit dem 13. Jahrhundert in der Nowgoroder Sophienkathedrale befindet, wurde in Magdeburg gefertigt. In dieser Tür ist Alexander plastisch dargestellt. Weiterhin wird ihm der Erwerb einiger wertvoller Handschriften aus dem Maasgebiet, wie dem im Zweiten Weltkrieg verlorengegangenen Kodex von Płock aus dem 2. Viertel des 12. Jahrhunderts und mit zahlreichen Miniaturen und kunstvollen Initialen geschmückt, zugeschrieben.